# Cynortula longipes
Cynortula longipes is een hooiwagen uit de familie Cosmetidae.